# Texananus bullatus
Texananus bullatus är en insektsart som beskrevs av Delong 1939. Texananus bullatus ingår i släktet Texananus och familjen dvärgstritar. Inga underarter finns listade i Catalogue of Life.